# Chico Alvarez

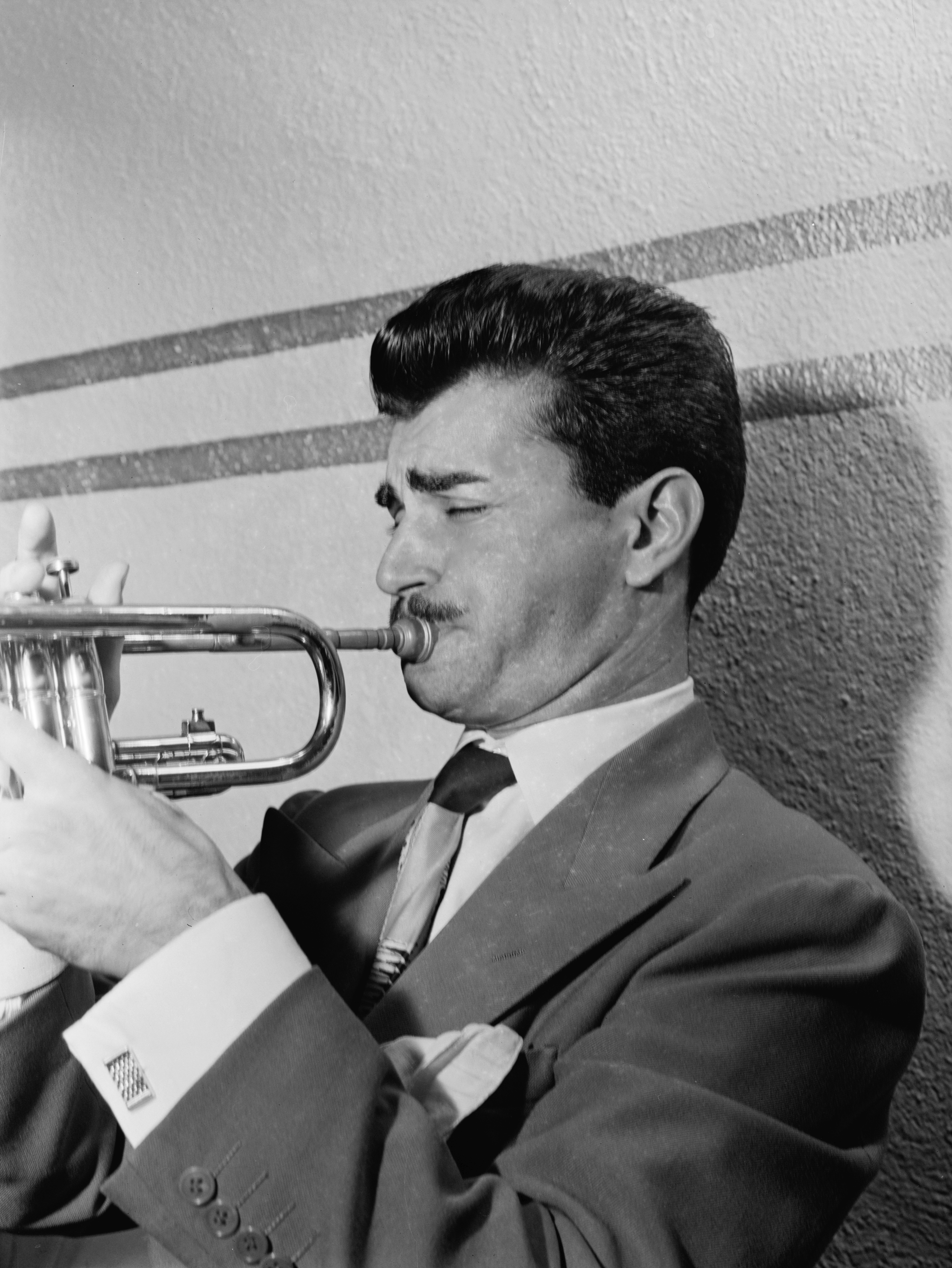
Chico Alvarez, ca. 1947/48. Foto: Gottlieb

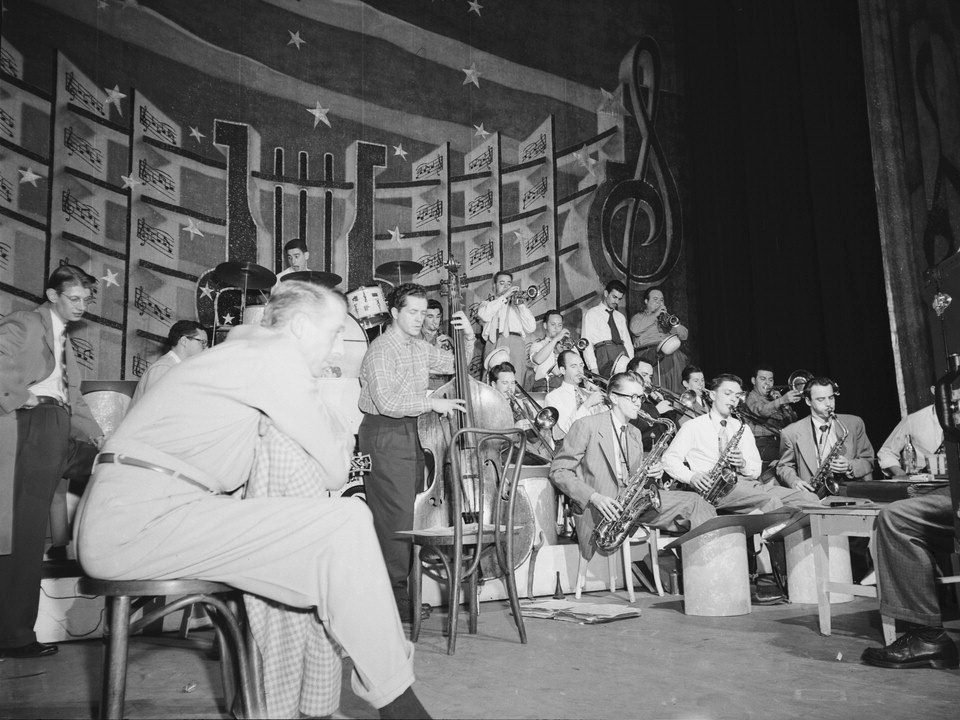
(Von links:) Stan Kenton, Eddie Safranski, Shelly Manne, Chico Alvarez, Ray Wetzel, Harry Betts, Bob Cooper und Art Pepper, 1947 oder 1948.
Fotografie von William P. Gottlieb.

Alfred „Chico“ Alvarez (* 3. Februar 1920 in Montreal; † 1. August 1992 in Las Vegas, Nevada) war ein US-amerikanischer Jazz-Trompeter, der über rund 10 Jahre in der Stan-Kenton-Band als Solist spielte.

## Leben
Alvarez war gebürtiger Kanadier, wuchs aber in Los Angeles auf. Neben Trompete lernte er auch Klavier und Violine. 1941 bis 1943 war er Solist in der Stan Kenton Band, zu hören auf Titeln wie „Machito“ oder „Harlem Holiday“, und ebenso nach seinem Wehrdienst im Zweiten Weltkrieg bis 1951. Er spielte auch mit Red Norvo, Benny Carter und in der Band von Charlie Barnet. 1952 gründete er einen Klavierladen in Hermosa Beach bei Los Angeles, dem er sich immer stärker widmete. Er nahm mit Patti Page und Nat King Cole auf und spielte mit verschiedenen Latin-Music Bands, für die er auch Stücke schrieb. 1958 zog er nach Las Vegas, wo er in den 1960er und 1970er Jahren in Show-Orchestern arbeitete und dabei u. a. Ella Fitzgerald und Sarah Vaughan begleitete.
Er sollte nicht mit dem aus Kuba stammenden Sänger, Bandleader und Disc-Jockey Chico Alvarez (Ernesto Alvarez Peraza) in New York verwechselt werden, der dort eine eigene Latin-Music Radio-Show hat.

## Lexikalische Einträge
- Leonard Feather, Ira Gitler: The Biographical Encyclopedia of Jazz. Oxford University Press, New York 1999, ISBN 0-19-532000-X.